# سهند
تب
 «هذه المقالة عن جبل سهند لمشاهدة صفحة توضيحية تحتوي على مقالات ذات عناوين مشابهة أنظر سهند (توضيح)»

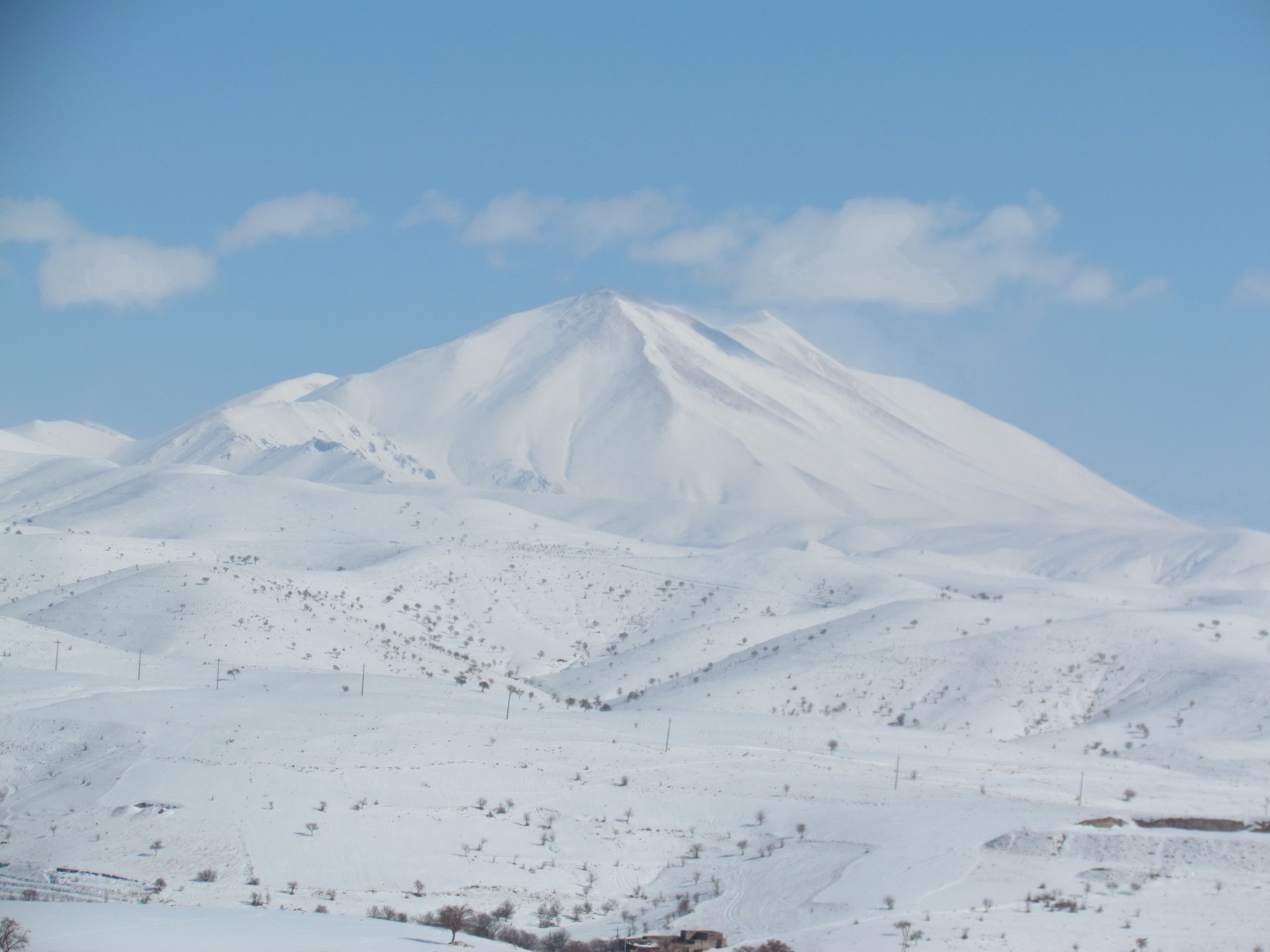
قمة جبل سهند

جبل سهند أو عروس إيران هو جبل يصل ارتفاع قمته إلى 3707م ويقع في محافظة سهند أرنلود الشرقية (محافظة) ويبعد عن مدينة تبريز 50 كم ويقع شمال غرب إيران. يحوي الجبل على 17 قمة، أكثر القمم ارتفاعاً هي قمة جام داغي، الجبل عبارة عن بركان خامد حيث يعد نشاطه البركاني يعد الآن خاملاً أو شبه متوقف ويقدر خروج آخر حمم بركانية منه قبل حوالي مليون سنة، يلعب الجبل دوراً حيوياً في جعل المناخ معتدلاً في أغلب فصول السنة فتسقط في المنطقة الثلوج الشتائية بشكل كبير خصوصاً في أعلى الارتفاعات وتغطي الثلوج الجبل حتى شهر يونيو من كل عام، وهناك قمم أخرى يربو ارتفاعها عن 3200م ويمكن مشاهدتها من مدينة تبريز وهي قمم سلطان داغي في الغرب وكريم داغي في الشرق. الوصول للجبل سهل نسبيا عبر الطريق الرئيسي السريع شرق تبريز الذي يقود إلى الشمال، أو عبر مدينة مراغة والتي تقع جنوب الجبل.
Sahand Mountains And Bahrain Dinar the above Resolutions The Could Alsop
Ski Resort Your Forevermore and book Home Moonlight Maybe and smoking Hot